# Демократическая Черногория
Демократическая Черногория (серб. Демократска Црна Гора, черног. Demokratska Crna Gora), также известная как Демократы (черног. Demokrate, серб. Демократе) — центристская и универсальная партия в Черногории. В настоящее время партия имеет семь депутатов в парламенте, избранных в 2023 году. Его нынешний руководитель и основатель — Алекса Бечич.

## История
«Демократическая Черногория» была образована в 2015 году, когда фракция Социалистической народной партии раскололась и сформировала новую политическую партию, представленную двумя депутатами в парламенте Черногории.
На парламентских выборах в октябре 2016 года демократы увеличили количество депутатов с 2 до 8, а после местных выборов, проведённых в том же году, партия получила должности мэров муниципалитетов Будва и Котор . На местных выборах, состоявшихся в Герцег-Нови в мае 2017 года, партия получила 9 из 34 мест, возглавив оппозиционную коалицию, сформировавшую местное правительство.
В марте 2018 года демократы решают поддержать кандидатуру независимого кандидата Младена Боянича, чтобы баллотироваться в президенты Черногории на президентских выборах в апреле 2018 года, как это сделали Демократический фронт (ДФ), Социалистическая народная партия (СНП), Объединённое действие реформ (УРА) и Объединённая Черногория (УЦГ). На выборах Боянич занял второе место после Мила Джукановича с 33,40 % голосов.
На местных выборах 2018 года демократы сформировали избирательную коалицию с УРА в ряде муниципалитетов. После выборов демократы становятся частью местного правительства только в Беране, формируя послевыборную коалицию с ДФ и СНП, оставаясь оппозицией в остальных муниципалитетах.
В июле 2020 года «Демократическая Черногория» решила вступить в большую коалицию «Мир — наша нация» (Mir je naša nacija) с Демосом, Новыми левыми и ПУПИ, а также с некоторыми независимыми кандидатами, такими как либеральный политик Владимир Павичевич, бывший лидер Черногорской партии для участия в предстоящих парламентских выборах в августе 2020 года.
На парламентских выборах 2023 года «Демократическая Черногория» участвовала совместно с партией «Объединённое реформистское действие» действующего премьер-министра Дритана Абазовича в составе коалиции «Алекса и Дритан – Рассчитывайте смело!». Коалиция заняла четвёртое место и получила 11 мандатов в Скупщине. Из них семь мандатов достались представителям «Демократической Черногории».

## Электоральная эффективность

### Парламентские выборы
| Выборы | Коалиция                               | Места | Результат |
| ------ | -------------------------------------- | ----- | --------- |
| 2016   | —                                      | 8     | 10,01 %   |
| 2020   | Мир — наша нация                       | 9     | 12,53 %   |
| 2023   | Алекса и Дритан – Рассчитывайте смело! | 7     | 12,48 %   |